# Robert Fleischman
Robert Fleischman es un músico y productor estadounidense. Su popularidad radica en haber sido cantante en la agrupación Journey, de junio a noviembre de 1977, entre los álbumes Next y Infinity. Apareció en concierto con Journey y coescribió varias canciones en las sesiones de grabación del disco Infinity. Dos de ellas aparecen en dicho álbum: "Wheel in the Sky" (la cual alcanzó el puesto #57 en las listas Billboard) y "Winds of March".
 También ha grabado algunos álbumes como solista.

## Discografía

### Solista
- Perfect Stranger (1979)
- World in Your Eyes (2002)
- Electric Raindrops (2004)
- Kinetic Phenomena (2004)
- Dreaming in Tongues (2004)
- Look at the Dream (2007)[4]